# Stephen Wheatcroft
Stephen George Wheatcroft, né le 1er juin 1947, est un historien britannique, professeur d'histoire russe et soviétique à l'université de Melbourne (Australie).

## Recherches
Stephen Wheatcroft mène un baccalauréat en arts d'économie et de russe à la Keele University, puis obtient son doctorat sur l'histoire de l'économie soviétique à l'Université de Birmingham. 
Il consacre beaucoup de temps à consulter et à explorer les archives d'État soviétiques, russes et ukrainiennes. Il mène également des recherches à l'Université russe d'économie Plekhanov, à l'Université d'État de Moscou et à l'Institute of History of the Russian and Ukrainian Academy of Sciences.
Ses publications abordent l'histoire sociale, économique et démographique de la Russie pré-révolutionnaire et de l'URSS. Il est le coauteur en 2004 d'une étude majeure sur la famine soviétique de 1932-33, replacée dans le contexte de la chute des productions agricoles de 1928 à 1933. Il soutient que la famine a été une conséquence accidentelle de politiques mal conçues et que l'Ukraine a particulièrement souffert pour des raisons démographiques. Il ne s'agirait donc pas d'une famine volontairement provoquée par les dirigeants soviétiques pour réprimer le nationalisme ukrainien. Il soutient également que les pertes de vie humaine ont été grossièrement exagérées. Le nombre de morts provoquées par la famine devrait être rapporté selon lui à 4,5 millions.
Ses recherches s'attachent aussi à comprendre la nature, l'étendue et la chronologie des différentes formes de répression dans les systèmes tsariste et soviétique et à expliquer leur développement. Plus récemment, il s'est penché sur la nature du processus de prise de décision stalinien en analysant l'évolution des relations institutionnelles et informelles entre Staline et l'élite politique.

## Ouvrages
- avec Robert W. Davies (éd.), Materials for a Balance of the Soviet National Economy, 1928-1930, Cambridge University Press, 1985.
- avec Robert W. Davies et Mark Harrison, The Economic Transformation of the Soviet Union, 1913-1945, Cambridge University Press, 1993.
- (éd.), Challenging Traditional Views of Russian History, Palgrave, 2002.
- avec Robert W. Davies, The Years of Hunger: Soviet Agriculture, 1931-1933, Palgrave, 2004.